# ناعورة الهواء (مسلسل)
ناعورة الهواء مسلسل بوليسي تونسي عُرض لأول مرة في رمضان عام 2014 في موسمه الأول، وتواصل الموسم الثاني في رمضان عام 2015 على قناة الوطنية الأولى، وهو من تأليف رياض السمعلي، وإخراج مديح بالعيد وإنتاج مؤسسة التلفزة التونسية، كما تكفل نجيب عياد بدور المنتج المنفذ.
يتكون المسلسل من 51 حلقة (21 في الموسم الأول و30 في الموسم الثاني)، حيث يتناول ظواهر الجريمة المنظمة، من خلال شبكة دولية تتستّر وراء العديد من الأنشطة، مثل الاتجار بالأعضاء البشرية، وتجارة المخدرات، والاتجار بالجنس، إضافة إلى تدخلهم في عمل الصحافة والشرطة، وكواليس السياسة في تونس.

## القصة

### الموسم الأول
الدكتورة حنان الأحمر، طبيبة مطلقة وصاحبة مصحة خاصة ورثتها عن والدها، تعيش مع والدتها، يامنة وأبنائها (مهدي ومرام) في منزل العائلة الكبير، ولكن يتبين أنها تقوم بأعمال مشبوهة داخل المصحة بمساعدة زملائها الأطباء، من خلال علاقتها بشبكة دولية تختطف الأطفال، بهدف إزالة أعضائهم البشرية والاتجار بها خارج البلاد، إضافة إلى صنع أقراص مخدرات داخل مختبر المصحة، وتوزيعها على الشباب، فضلا عن وساطتها في مجال الاتجار بالجنس عن طريق إرسال الفتيات إلى الخارج.
حسونة، سائق حنان هو ذراعها الأيمن، الذي يُشرف على مختلف هذه الأنشطة، كما يُرشدها في هذه العمليات، رؤوف بن رحومة، عضو فرع الشبكة في تونس.
تساهم هذه الطبيعة الإجرامية لحنان في غطرسة شخصيتها، إذ تتدخل في حياة أبنائها، وتهدد نجلاء، حبيبة ابنها مهدي، بالإبتعاد عنه، كما أنها تستدرج فراس، حبيب ابنتها مرام، إلى تجارة المخدرات معها حتى يقع القبض عليه. بالإضافة إلى ذلك، تقوم حنان بخداع عمار، زوج خادمتها زُهرة، للعمل معها في تجارة المخدرات، دون علمه أنها وراء ذلك، كما أنها تساهم في إرسال حياة، ابنة زُهرة إلى إحدى دول الخليج، في إطار الاتجار بالجنس، قبل التدخل والتراجع عن ذلك.
في هذه الأثناء، تقوم الشرطة باكتشاف مقبرة جماعية للأطفال الذين قتلهم حسونة، وتبدأ التحقيق في القضية، كما يقوم الصحفي الاستقصائي هيثم بالتحري في الأمر، لكنه يتعرض إلى التهديد من حنان وحسونة، حيث يقع اختطاف ابنه.
تتمكن الشرطة من اكتشاف مكان أنشطة العصابة، بمساعدة بعض الأطفال الفارين من المكان الذي اختطفهم فيه حسونة ومساعدوه. إثر ذلك، تقوم الشبكة الدولية بتهريب حنان وحسونة إلى خارج البلاد، بينما يقع اعتقال الأطباء وبقية أذرع العصابة. مع تقدم الأحداث، يتضح أن يامنة، والدة حنان، وطليقها حمودة هما من يديران فرع الشبكة في تونس، دون علم حنان، التي تنتهي باكتشاف الأمر، حيث أن رؤوف، أحد أعضاء الشبكة، كان وسيطًا بين الطرفين.

### الموسم الثاني
تبدأ أحداث الموسم الثاني بعد الثورة التونسية، إذ يرتفع طموح الشبكة الدولية إلى المستوى السياسي، من خلال السعي إلى ترشيح رؤوف بن رحومة لرئاسة الجمهورية في تونس، بهدف زيادة نفوذ الشبكة، إضافة إلى محاولة توجيه الرأي العام عبر التدخل في العمل الصحفي، وبعث قناة إخبارية يُديرها حمودة بنفسه.
في نفس الوقت، تعود حنان وحسونة إلى تونس بهوية مزورة دون موافقة أعضاء الشبكة، حيث تنوي حنان الانتقام من يامنة وحمودة بسبب استغلالهما لها في الأنشطة الإجرامية دون علمها، وذلك بمساعدة ابنها مهدي وحبيبته نجلاء. إثر ذلك، تحاول حنان تعطيل أنشطة الشبكة في تونس وكشف ألاعيبها.
رغم تفطن الشبكة لذلك وقيامها بتصفية نجلاء، تنجح حنان وحسونة في إحباط بعض المخططات، فينسحب رؤوف من السباق الرئاسي، ويتم القبض على حمودة. نتيجة لذلك، تقع التضحية بهذا الأخير، وقتله بالسجن، فيما يهرب رؤوف خارج البلاد برفقة علياء، عضو فرع الشبكة في تونس، تاركين يامنة وحيدة وعاجزة.
في هذه الأثناء، تُلقي الشرطة أخيرا القبض على حنان وحسونة بعد أن علمت بعودتهما إلى تونس واكتشفت مكان اختبائهما.

## الشخصيات

### الشخصيات الرئيسية
- ريم الرياحي: «حنان الأحمر»  طبيبة وصاحبة مصحة خاصة
- فتحي الهداوي: «حسونة» سائق حنان ومساعدها الخاص
- زهيرة بن عمار: «يامنة الأحمر» والدة حنان، مديرة فرع شبكة دولية إجرامية بتونس
- علي بنور: «حمودة بن سالم» رجل أعمال وطليق حنان، عضو شبكة دولية إجرامية
- رؤوف بن عمر: «رؤوف بن رحومة» رجل أعمال، عضو شبكة دولية إجرامية
- أحمد الحفيان: «هيثم بالهادي» صحفي استقصائي بجريدة
- شاكرة رماح: «زُهرة» خادمة منزل حنان
- عاطف بن حسين: «عمار» زوج زُهرة
- سوسن معالج / نجلاء بن عبد الله: «ناهد بالهادي» محامية وصحفية، زوجة هيثم
- خالد هويسة: «كمال» ضابط شرطة، صديق هيثم
- وجيهة الجندوبي: «صفيّة» صحفية ورئيسة تحرير قناة إخبارية، حبيبة رؤوف
- دليلة مفتاحي: «منجية» جارة زُهرة وصديقتها
- محمد علي بن جمعة: «أيمن» طبيب جراح في مصحة حنان، مختص في إزالة الأعضاء البشرية
- محمد مراد: «مهدي بن سالم» ابن حنان وحمودة
- عائشة عطية: «نجلاء» حبيبة مهدي
- أميمة المحرزي: «مرام بن سالم» ابنة حنان وحمودة

### الشخصيات الثانوية
- جمال المداني: «جعفر» مساعد حسونة في اختطاف الأطفال
- محمد دغمان: «الناصر» ضابط شرطة
- سليمة الوادي: «نادية» ضابطة شرطة
- محمد علي النهدي: «رضا» ضابط شرطة
- حمدي حدة: «وليد» أستاذ جامعي، شقيق ناهد
- الشاذلي العرفاوي: «رفيق» مساعد حسونة في توزيع المخدرات
- نصر الدين السهيلي: «رمزي» مساعد حسونة في اختطاف الأطفال
- مريم بن حسين: «علياء» عضوة شبكة دولية إجرامية
- رضا عزيز: «صالح» جار زُهرة وعمار، شقيق منجية
- عبد العزيز المحرزي: «الهاني» صاحب مقهى، صديق صالح
- أميمة بن حفصية: «حياة» ابنة زُهرة وعمار
- محرز حسني: «فتحي» قهوجي لدى الهاني، زوج حياة
- آزر الزوالي: «سامي» صديق مهدي
- عمر حميدة: «فراس» حبيب مرام
- أميرة درويش: «هالة» شقيقة نجلاء
- توفيق البحري: «المنجي» بائع دجاج، جار زُهرة وعمار

### ضيوف الشرف
- محمد رجاء فرحات: «المنصف بن عبد الله» صديق والد حنان، مترشح لرئاسة الجمهورية
- سامية رحيم: «بيّة بن عبد الله» زوجة المنصف وصديقة يامنة، صاحبة صالة عرض فني
- سلمى بكار: «بسمة عطية» مترشحة لرئاسة الجمهورية
- جميلة الشيحي: «فاطمة بن رحومة» زوجة رؤوف
- معز التومي: «باديس» صحفي إعلامي، زميل ناهد
- محمد السياري: «عبد السلام» مُدير هيثم في العمل، رئيس تحرير جريدة
- محمد علي بلحارث: «باسم» طبيب في مصحة حنان، مختص في صنع أقراص مخدرات
- محمد العكاري: «فاضل» عضو عصابة في الاتجار بالجنس
- رابعة السافي: «أسماء» حبيبة وليد، ضحية في مصحة حنان
- صلاح مصدق: «عبد الفتاح» والد أسماء
- نعيمة الجاني: «خديجة» زوجة عبد الفتاح، والدة أسماء
- حازم العياري: «محمود» أحد الأطفال الفارين من حسونة
- نذير بواب: «كريم» أحد الأطفال الفارين من حسونة
- رنيم خمير: «زينة» أحد الأطفال الفارين من حسونة، شقيقة محمود
- نجوى ميلاد: «حبيبة» والدة كريم
- وسيلة داري: «لطيفة» خالة محمود وزينة

## فريق العمل
| العمل         | صاحب العمل                                    |
| ------------- | --------------------------------------------- |
| الإنتاج       | مؤسسة التلفزة التونسية                        |
| تنفيذ الإنتاج | نجيب عياد                                     |
| الموسيقى      | ربيع الزموري                                  |
| الغناء        | وليد التونسي                                  |
| السيناريو     | رياض السمعلي نزلي فريال القلال سناء البوعزيزي |
| الإخراج       | مديح بالعيد                                   |

## روابط خارجية
- ناعورة الهواء على موقع IMDb (الإنجليزية)
- ناعورة الهواء على موقع قاعدة بيانات الفيلم (الإنجليزية)